# Tallano
Pour l'entreprise, voir Tallano Technologies.
Tallano (en corse : Tallà /talˈla/) est une ancienne piève de Corse. Située dans le sud-ouest de l'île, elle relevait de la province de Sartène sur le plan civil et du diocèse d'Ajaccio sur le plan religieux.

## Géographie

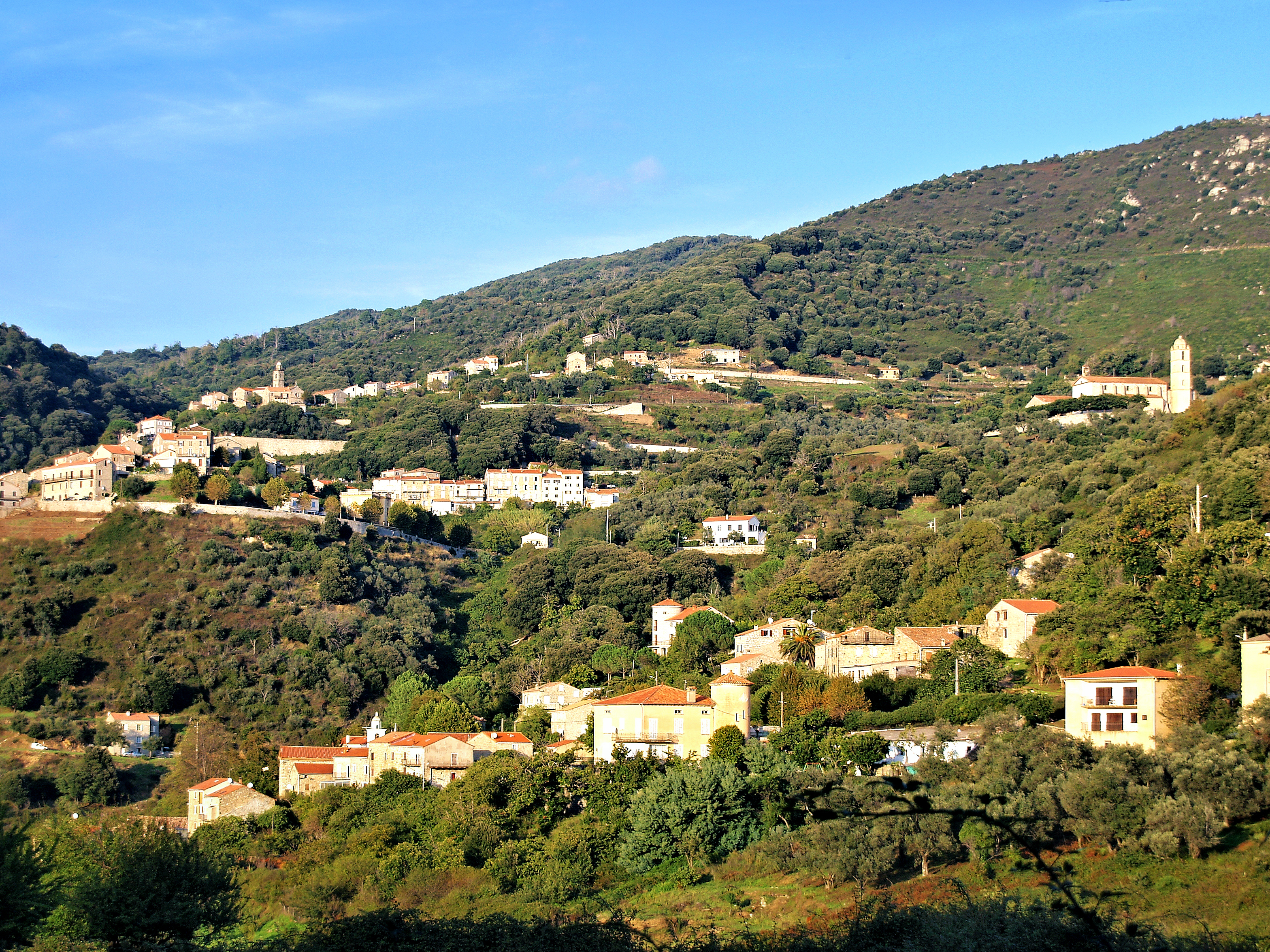
Vue des villages d'Olmiccia, Santa-Lucia et Sant'Andréa dominés par le couvent de Tallano.

### Situation et relief
La piève de Tallano constituait un point de passage obligé entre Sartène et les pièves voisines de Carbini et Scopamène avec lesquelles elle constitue la microrégion historique de l'Alta Rocca. Ses villages occupent les moyennes vallées du Rizzanese et de son affluent, le Fiumicicoli.

### Composition
La piève de Tallano comprenait les neuf communautés suivantes :
- Olmiccia ;
- Poggio ;
- Santa Lucia ;
- Sant'Andrea ;
- Mela ;
- Altagene ;
- Zoza ;
- Cargiaca ;
- Loreto.

Les communautés d'Altagene, Loreto, Poggio, Sant'Andrea et Santa Lucia virent leurs noms modifiés au début du XIXe siècle pour devenir respectivement Altagène, Loreto-di-Tallano, Poggio-di-Tallano, Sant'Andréa-di-Tallano et Santa-Lucia-di-Tallano. En 1964, Poggio-di-Tallano, Sant'Andréa-di-Tallano et Santa-Lucia-di-Tallano fusionnèrent pour former la commune de Sainte-Lucie-de-Tallano.

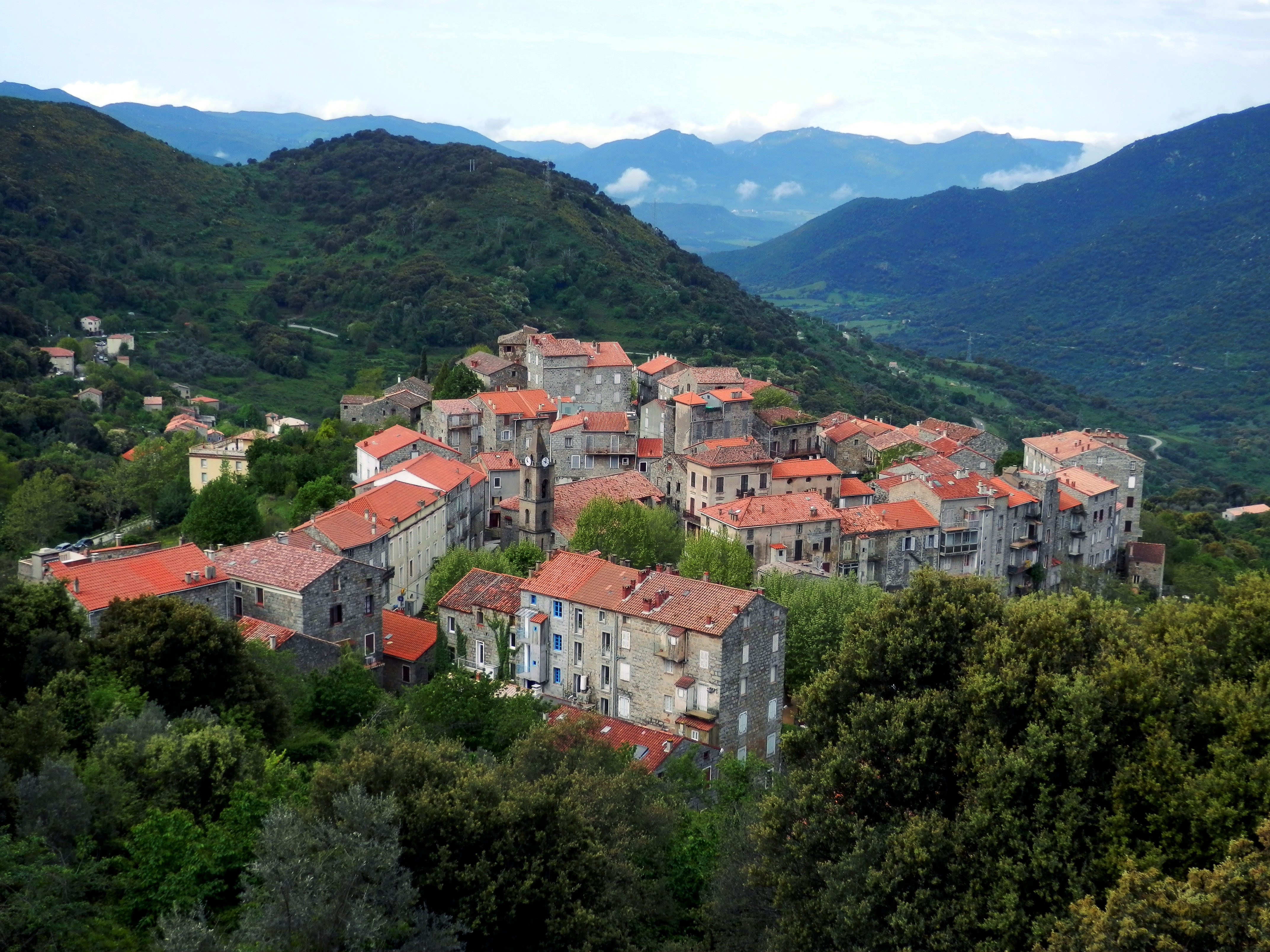
Santa Lucia.
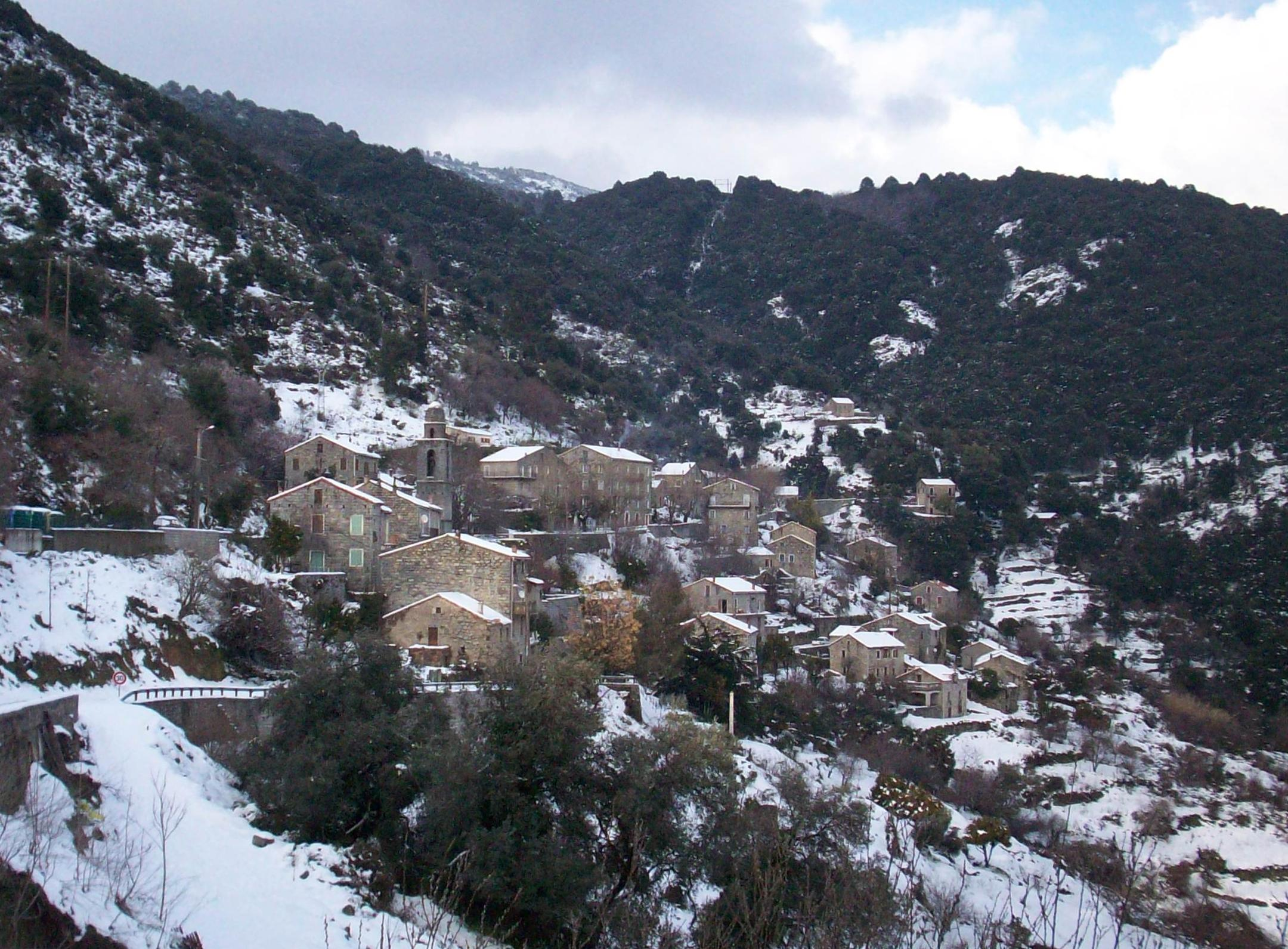
Cargiaca.
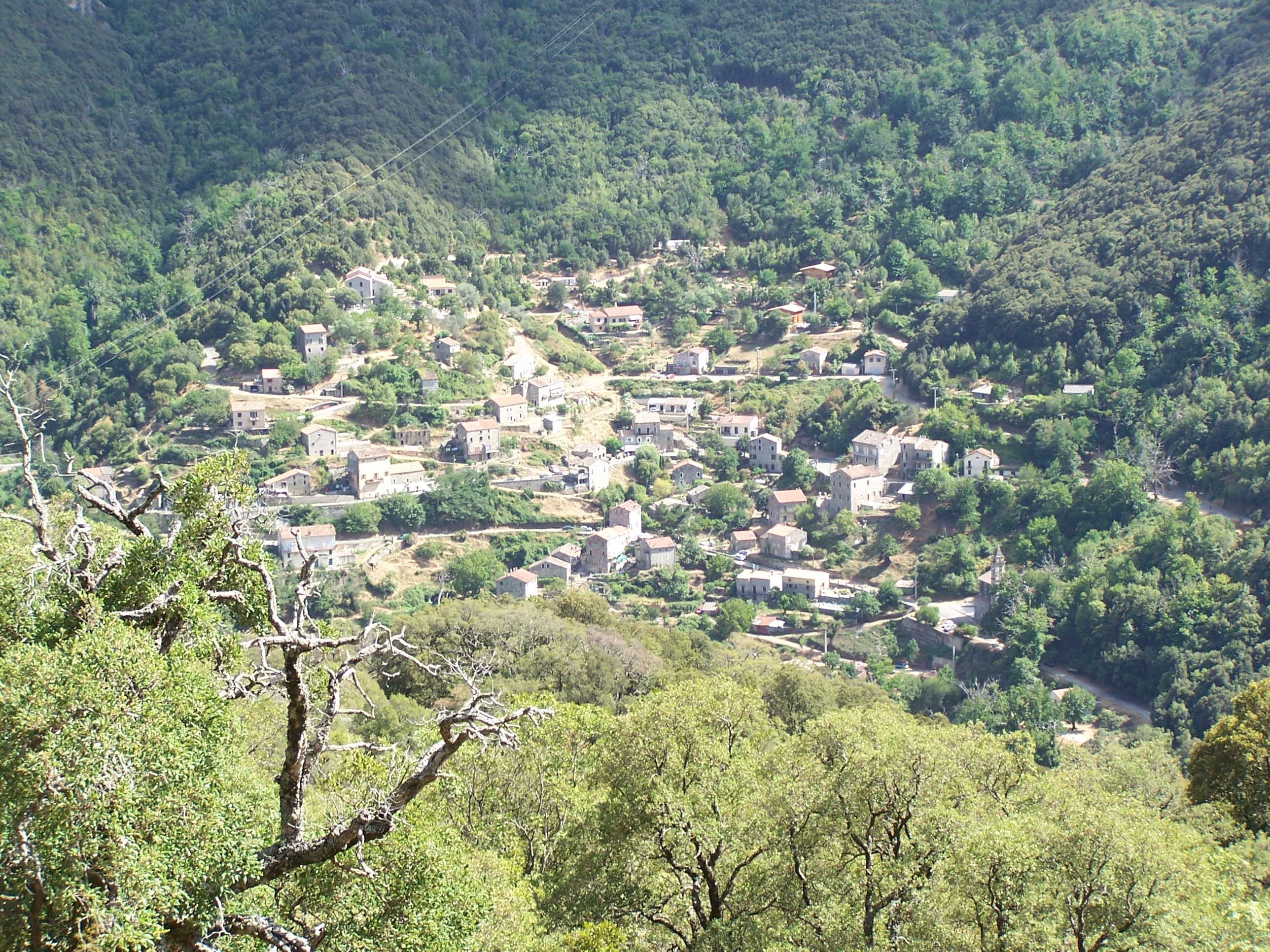
Zoza.

### Pièves limitrophes
La piève de Tallano a pour pièves voisines :

## Histoire
Au XVIe siècle vers 1520, elle avait pour lieux habités :
- Chargiagu : Cargiaca ;
- Loreto : Loreto-di-Tallano ;
- lo Fraxeto ;
- l'Olmigia : Olmiccia ;
- lo Poggio : Poggio-di-Tallano, aujourd'hui partie de Sainte-Lucie-de-Tallano ;
- Santa Lunia : Santa-Lucia-di-Tallano, aujourd'hui partie de Sainte-Lucie-de-Tallano ;
- Santandeia : Sant'Andréa-di-Tallano, aujourd'hui partie de Sainte-Lucie-de-Tallano ;
- Lasano;
- Altagene : Altagène ;
- Ortovecchio;
- Santantonio;
- Soza : Zoza.